# Leander D. Loacker
Leander D. Loacker (* 1979 in Innsbruck) ist ein österreichischer Rechtswissenschaftler.

## Leben
Leander D. Loacker wurde 2005 zum Dr. iur. an der Universität Innsbruck promoviert. Er war Oberassistent für Zivil- und Zivilverfahrensrecht an der Universität Zürich und davor wissenschaftlicher Assistent an der Universität Mannheim. Er forschte am Max-Planck-Institut für ausländisches und internationales Privatrecht und an der University of Manchester, wo er den Master of Philosophy in Law (M.Phil.) erwarb. Nach der Habilitation an der Universität Zürich 2016 (Venia Legendi für Privatrecht, Internationales Privatrecht, Versicherungsrecht, Europarecht und Rechtsvergleichung) vertrat er von 2017 bis 2018 eine Professur für Bürgerliches Recht, Handelsrecht, Versicherungsrecht, Internationales Privatrecht und Rechtsvergleichung an der Johann Wolfgang Goethe-Universität Frankfurt am Main. Seit 2018 lehrt er als Inhaber des Lehrstuhls für Privat- und Wirtschaftsrecht Internationales Privat- und Zivilverfahrensrecht sowie Rechtsvergleichung an der Universität Zürich.

## Schriften (Auswahl)
- Der Verbrauchervertrag im internationalen Privatrecht. Zum Anwendungsbereich von Artikel 5 des Europäischen Schuldvertragsübereinkommens aus österreichischer und deutscher Sicht. München 2006, ISBN 3-935808-97-6.
- als Herausgeber mit Corinne Zellweger-Gutknecht: Differenzierung als Legitimationsfrage. Analysen und Perspektiven von Assistierenden des Rechtswissenschaftlichen Instituts der Universität Zürich. Zürich 2012, ISBN 978-3-03751-478-8.
- Informed insurance choice? The insurers pre-contractual information duties in general consumer insurance. Cheltenham 2015, ISBN 978-1-78471-751-3.
- als Herausgeber mit Pascal Grolimund, Alfred Koller und Wolfgang Portmann: Festschrift für Anton K. Schnyder zum 65. Geburtstag. Zürich 2018, ISBN 3-7255-7364-6.